# No Mercy 2002
No Mercy (2002) was een professioneel worstel-pay-per-view (PPV) evenement dat georganiseerd werd door de WWE voor hun Raw en SmackDown! brands. Het was de 5e editie van No Mercy en vond plaats op 20 oktober 2002 in het Alltel Arena in North Little Rock, Arkansas.

## Matches
| Nr. | Match                                                    | Winnaar(s)                         | Opmerkingen                                                                                          | Bron  |
| --- | -------------------------------------------------------- | ---------------------------------- | --- | ----- |
| 1H  | The Hurricane vs. Steven Richards                        | The Hurricane                      | Eén-op-één match. Match werd uitgezonden voorafgaand aan de pay-per-view op Sunday Night Heat.       | [ 2 ] |
| 2   | Chris Jericho & Christian (c) vs. Booker T & Goldust     | Chris Jericho & Christian          | Tag team match voor het World Tag Team Championship.                                                 | [ 3 ] |
| 3   | Torrie Wilson vs. Dawn Marie                             | Torrie Wilson                      | Eén-op-één match.                                                                                    | [ 3 ] |
| 4   | Rob Van Dam vs. Ric Flair                                | Rob Van Dam                        | Eén-op-één match.                                                                                    | [ 3 ] |
| 5   | Jamie Noble (c) (met Nidia) vs. Tajiri                   | Jamie Noble                        | Eén-op-één match voor het WWE Cruiserweight Championship.                                            | [ 3 ] |
| 6   | Triple H (World Heavyweight) vs. Kane (Intercontinental) | Triple H (nc)                      | Unificatie match voor het World Heavyweight Championship en het WWE Intercontinental Championship.   | [ 3 ] |
| 7   | Chris Benoit & Kurt Angle vs. Edge & Rey Mysterio        | Chris Benoit]] & [[Kurt Angle (nc) | Tag Team match voor het inaugurale WWE Tag Team Championship. Benoit & Angle wonnen door submission. | [ 3 ] |
| 8   | Trish Stratus (c) vs. Victoria                           | Trish Stratus                      | Eén-op-één match voor het WWE Women's Championship.                                                  | [ 3 ] |
| 9   | Brock Lesnar (c) (met Paul Heyman) vs. The Undertaker    | Brock Lesnar                       | Hell in a Cell match voor het WWE Championship.                                                      | [ 3 ] |